# كأس ملك إسبانيا 1952–53
كأس ملك إسبانيا 1952–53 (بالإسبانية: Copa del Generalísimo de fútbol 1952-53)‏ هو موسم من كأس ملك إسبانيا. أقيم بتاريخ 1953، وفاز فيه نادي برشلونة.